# Misjonarze Najświętszego Serca Jezusowego
Misjonarze Najświętszego Serca Jezusowego (łac. Missionarii Sacratissimi Cordis Iesu) – katolicki instytut życia konsekrowanego, założony w 1854 przez francuskiego księdza Jules'a Chevaliera, ówczesnego proboszcza parafii w Issoudun. Obecnie członkowie zgromadzenia działają w 55 krajach na całym świecie. Od września 2017 stanowisko przełożonego generalnego zajmuje pochodzący z Gwatemalii ks. Mario Absalón Alvardo Tovar. Siedziba władz centralnych instytutu znajduje się w Rzymie. Liczy ok. 2100 członków (stan na maj 2006).

## Historia
Ks. Jules Chevalier już od czasów swoich studiów w seminarium myślał o założeniu nowego zgromadzenia zakonnego, którego duchowość podkreślałaby łaskawą i współczującą miłość Boga, będącą remedium na zło widoczne w codziennym życiu ludzi. Pomysł ten spotkał się jednak z rezerwą władz kościelnych. Po objęciu parafii w Issoudun, Chevalier oraz jego współpracownik ks. Maugenest odprawiali nowennę do Matki Bożej, z prośbą o wspomożenie ich idei. Chevalier zobowiązał się, iż w przypadku spełnienia prośby, złoży Matce Boże specjalne wotum dziękczynne. 8 grudnia 1854, w uroczystość Niepokalanego Poczęcia Najświętszej Maryi Panny, Chevalier otrzymał duży datek pieniężny od anonimowego darczyńcy, z przeznaczeniem na utworzenie ośrodka misyjnego. Wkrótce potem inny darczyńca ustanowił coroczną rentę pozwalającą obu księżom na utrzymanie się nawet po rezygnacji z pracy w parafii. Po uzyskaniu zgody miejscowego arcybiskupa, Chevalier w 1855 kupił starą winnicę i tam założył pierwszy dom zakonny. W 1859 Chevalier uroczyście nadał Maryi tytuł Matki Bożej Najświętszego Serca Jezusowego i wprowadził do swojego zgromadzenia jej szczególny kult, co miało stanowić obiecane wotum dziękczynne.
Pod koniec XIX wieku zgromadzenie zaczęło wysyłać księży na misje poza Europą, przede wszystkim w Oceanii i Azji Południowo-Wschodniej. Uczyniło to na polecenie papieża Leona XIII.

## Struktura
Podstawową jednostką administracyjną wewnątrz zgromadzenia są prowincje. Mniejsze grupy księży działają jako proprowincje, unie lub regiony.
- Prowincje: Australia, Austria, Belgia, Kanada, Dominikana, Francja, Niemcy, Indonezja, Irlandia, Włochy, Holandia, Papua-Nowa Gwinea, Filipiny, São Paulo, Hiszpania, Szwajcaria, Stany Zjednoczone
- Proprowincje: Ameryka Środkowa, Kurytyba, Rio de Janeiro
- Unie: Pacyfik, Azja, Afryka
- Regiony: Japonia, Peru, Południowa Afryka, Korea Południowa, Wenezuela[5]

## Wybrani członkowie
Według stanu na 19 sierpnia 2018, członkami zgromadzenia jest jeden kardynał, 2 arcybiskupów i osiemnastu biskupów, w tym czterech w Papui-Nowej Gwinei, Indonezji oraz Brazylii, 3 w Peru, 2 na Dominikanie, a także po jednym na Filipinach, Kiribati i w Południowej Afryce.
Dwaj arcybiskupi należący do zgromadzenia, w tym jeden kardynał to:
- John Ribat MSC – arcybiskup metropolita Port Moresby, przewodniczący Konferencji Episkopatu Papui-Nowej Gwinei i Wysp Salomona, kardynał
- Nicolaus Adi Seputra MSC – arcybiskup metropolita Merauke (Indonezja)